# ウイニング
株式会社ウイニング（Winning）は、東京都文京区に本社を置くスポーツ用品メーカー。特にグローブなどのボクシング用品で知られる。

## 沿革
1930年、東京都文京区で杉林末雄により、杉林運動具製作所として創業。ボクシング用品の他に野球グローブも製作していた。
1937年、杉林製作所となる。
1951年、野球用グローブから撤退。
1957年、共栄スポーツ株式会社へ社名変更。ウイニングブランドを取得。
1961年、ウイニングスポーツ株式会社へ社名変更。日本ボクシングコミッション（JBC）及び日本アマチュアボクシング連盟（JABF）公認メーカーとなる。
1963年、国際アマチュアボクシング協会（AIBA）公認メーカーとなる。
1983年、株式会社ウイニングへ社名変更。

## グローブの主な特徴
牛革を使用。

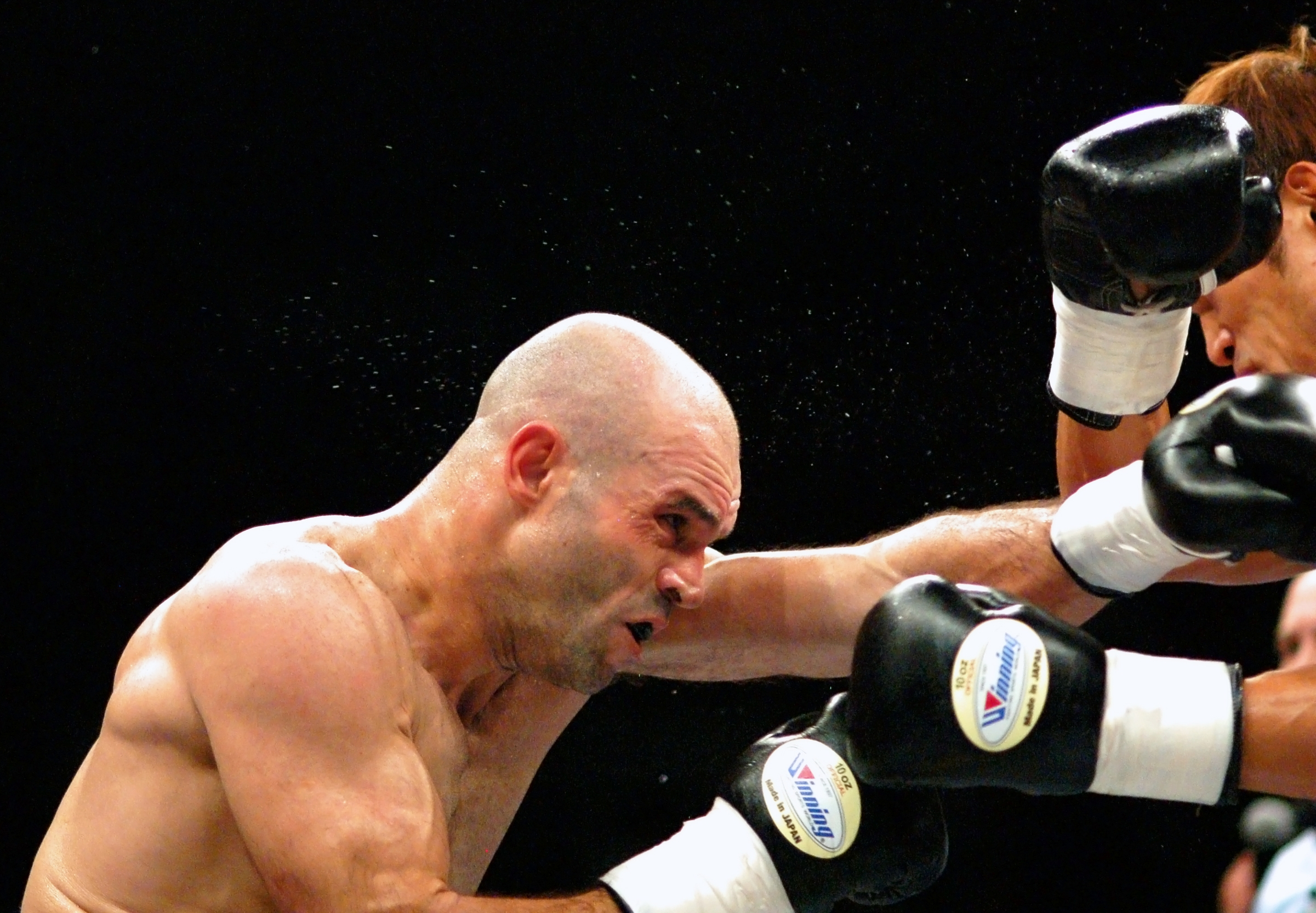
2010年10月、メキシコ・テピクで行われた石田順裕対リゴベルト・アルバレス戦では両者がウイニングのグローブを使用した

JBC及びJABF公認メーカーとして日本国内のほとんどの試合で用いられる他、AIBA公認により1964年東京オリンピックでも使用され、以降もアジアの大会を中心に使用。
プロ試合用のグローブは、WBA・WBCともに公認されている。
1974年にクアラルンプールで行われたモハメド・アリ vs. ジョー・バグナーの世界ヘビー級タイトルマッチを始め世界戦を含む国内外の試合で使用されている。レイジェス、エバーラスト、グラントと並ぶ世界的ボクシングブランドとされる。メイウェザー、パッキャオなど著名選手も練習用に使用している。
JBCの管轄する公式試合においては唯一の公認メーカーだが、従来の製品は同じ重さで較べるとメキシコ製より一回り大きく、ガードの面では有利であるもののクリーンヒットになりにくい、KO決着になりにくい等の声が業界内にあったため、ウイニング社は公式試合用メキシコ型の開発を進め、2008年4月から新型グローブを採用している。